# 산본중학교
산본중학교(山本中學校)는 대한민국 경기도 군포시 산본동에 있는 공립 중학교이다.

## 학교 연혁
- 1985년 1월 21일 : 산본중학교 15학급 설립인가
- 1985년 3월 1일 : 초대 안학수 교장 부임
- 1985년 3월 5일 : 개교 5학급 개설(302명 입학)
- 1988년 2월 15일 : 제1회 졸업식 (281명)
- 2017년 1월 5일 : 제30회 졸업(389명 졸업, 누계 14,323명)
- 2019년 9월 1일 : 제14대 이관한 교장 부임
- 2024년 1월 5일 : 제37회 졸업식(282명 졸업)
- 2024년 3월 4일 : 신입생 10학급 280명 입학

## 참고 자료
- 산본중학교 - 한국교육학술정보원 학교알리미